# Arnaldo Santos (escritor)
Arnaldo Santos (Luanda, 14 de março de 1935) é um escritor angolano.

## Biografia
Nasceu na Ingombota, em Luanda. Foi um dos integrantes do Grupo de Cultura na década de 1950.
Entre 1959 e 1960, morou em Portugal, onde recebeu a influência de Amílcar Cabral, Castro Soromenho, Mário Pinto de Andrade e de autores marxistas.
Trabalhou na revista Novembro e no Jornal de Angola. Colaborou também com as revistas Cultura, ABC e Mensagem (revista dos estudantes da Casa do Império).
Publicou poesias no jornal O Brado Africano. Seu primeiro livro foi a coletânea de poemas Fuga, em 1965. Estreou na ficção com o livro de contos Quinaxixe. A consagração veio  em 1968, com as crônicas reunidas em Tempo de Munhungo, obra vencedora do Prémio Mota Veiga.
Após a independência de Angola, foi diretor do Instituto Nacional do Livro e do Disco e do Instituto Angolano do Cinema. Foi um dos fundadores da União dos Escritores Angolanos.

## Obras

### Poesia
- Fuga (1960)
- Poemas no Tempo (1977)
- Nova  Memória  da  Terra  e  dos  Homens (1987)

### Contos e novelas
- Quinaxixe (1965)
- Prosas (1977
- Kinaxixe  e  Outras  Prosas
- Na  Mbanza  do  Miranda (1985)
- Cesto  de  Katandu  e  outros  contos (1986)
- A Boneca de Quilengues (1991)

### Crónicas
- Tempo do Munhungo (1968)

### Romance
- A Casa Velha das Margens (1999)[3]